# Celluloid

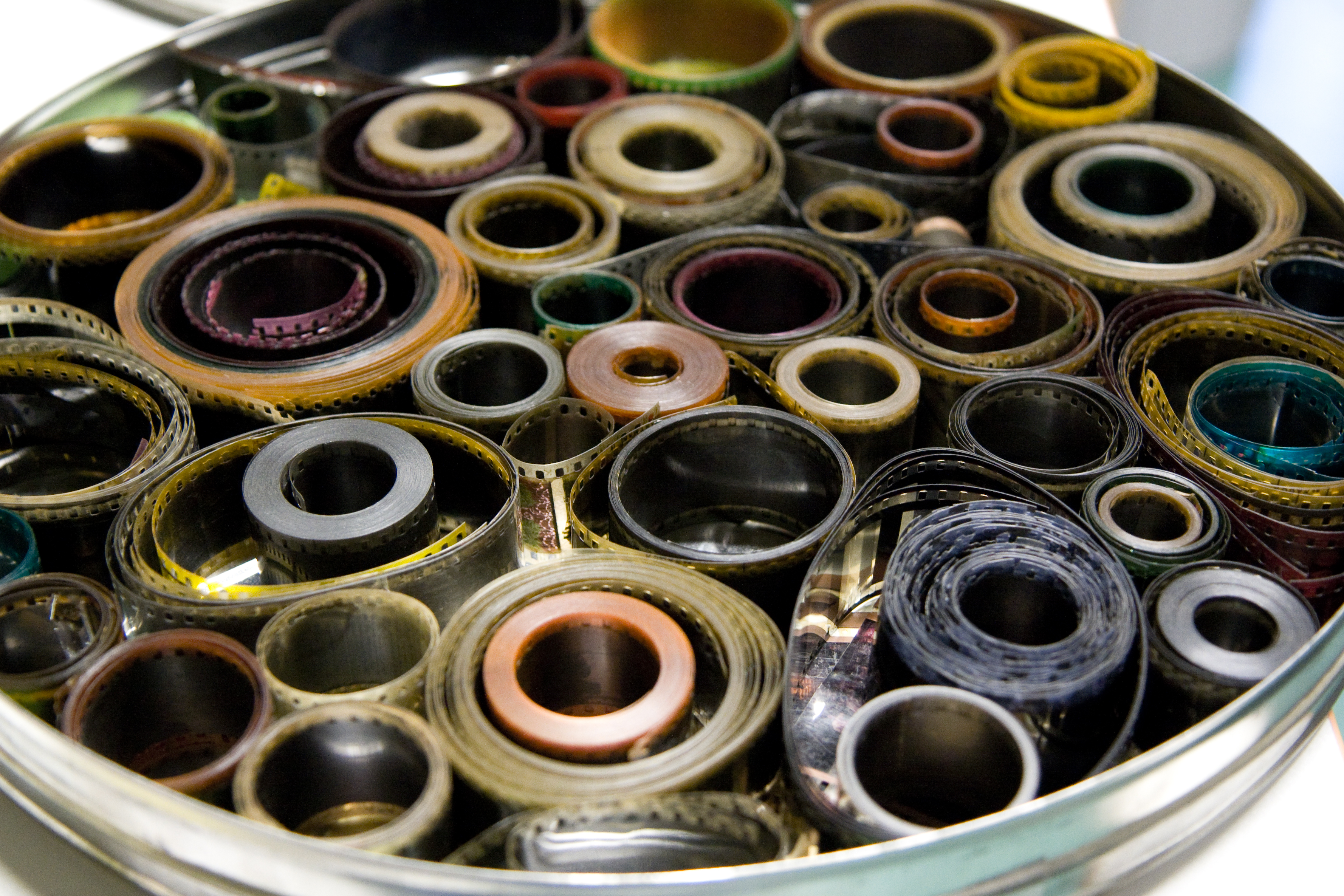
Filmtekercsek, a celluloid legjellemzőbb felhasználása

A celluloid egy szintetikus polimertípus, amelyet a 19. század végén fejlesztettek ki. Az anyag a természetes cellulózból, főként fával és pamuttal nyert cellulózból készül, amit vegyi úton módosítanak. A celluloid volt az egyik első műanyag, amelyet ipari méretekben gyártottak, és széles körben alkalmaztak a 20. század elején, különösen filmtekercsek és egyéb fényképezőeszközök gyártásában.
A celluloid története a 19. század közepére nyúlik vissza, amikor az amerikai feltaláló, John Wesley Hyatt és testvére, Isaiah Hyatt először szabadalmaztatták ezt az anyagot 1869-ben. Hyatt célja az volt, hogy olyan anyagot találjon, amely képes helyettesíteni a gyöngyöt, különösen a billentyűzetekhez és a kártyákhoz. Ezt követően, a celluloid gyorsan elterjedt a különféle iparágakban, beleértve a fényképezést, a bútoripart és az ékszeripart.
A celluloid rendkívül könnyen formálható, átlátszó és rugalmas, de meglehetősen gyúlékony is, ami korlátozta annak használatát az idő előrehaladtával. A celluloid filmek az első mozgóképes felvételek készítésére is szolgáltak, és ezek az anyagok alapvető szerepet játszottak a filmipar fejlődésében.
Azonban a celluloid instabilitása, mint például a hőre és nedvességre való érzékenysége, valamint az, hogy könnyen meggyullad, problémákat okozott a hosszú távú tárolásában. Az 1950-es évektől kezdődően a celluloidot fokozatosan helyettesítették más, tartósabb és biztonságosabb műanyagokkal, mint például a polietilén és a polipropilén.
Bár a celluloid manapság már nem annyira elterjedt, mint korábban, a műanyagok fejlődése és az ipari alkalmazásai ma is fontosak. Az anyagot a filmarchívumokban még mindig tárolják, mivel a korai mozgóképek nagy része celluloid filmekre készült, és ezek digitális archiválásra kerülnek. A celluloid tehát történelmileg jelentős szereplője volt a műanyagiparnak és a filmgyártásnak.